# ایبرادی
ایبرادی (به ترکی استانبولی: İbradı) یک منطقهٔ مسکونی در ترکیه است که در استان آنتالیا واقع شده‌است.